# Irina Pierszyna
Irina Władimirowna Pierszyna (ros. Ирина Владимировна Першина; ur. 13 września 1978 w Kropotkinie) – rosyjska pływaczka synchroniczna, mistrzyni olimpijska z Sydney, mistrzyni Europy.
W 2000 wzięła udział w letnich igrzyskach olimpijskich w Sydney, w ramach których wystąpiła jedynie w rywalizacji drużyn. W tej konkurencji Rosjance udało się wywalczyć złoty medal dzięki rezultatowi 99,146 pkt. W latach 1999–2000 na mistrzostwach Europy (Stambuł, Helsinki) wywalczyła dwa złote medale.